# Dani orgulja u Istri
Dani orgulja u Istri (lat. Organum Histriae), hrvatski međunarodni orguljaški festival. Korijeni sežu u 1998., u Umagu, gdje je utemeljen u okviru međunarodne udruge Euro-Mediterraneo Culture dei Mari. Koncertna udruga Lifestyle d.o.o. iz Umaga pokrenula je organizaciju projekta. Ciljevi manifestacije su predstavitiorguljsku baštinu u mnogim istarskim crkvama, poticati istraživanja, restauracije i revitalizacije tih glazbala te razmjenu znanja u području orguljaštva.
Ostvarena je suradnja s Orguljaškom ljetnom školom u kojoj sudjeluje svojim mnogobrojnim programima (koncerti, simpoziji, studijske radionice, stručni obilasci i dr.). U njima redovno sudjeluju glasoviti europski orguljaši. Dani orgulja i Orguljaška ljetna škola nastoje upoznati međunarodnu javnost s problematikom spomeničkih orgulja, potaknuti brži protok informacija o orguljaštvu te revitalizirati taj važni dio hrvatske kulturne baštine.
Festival je dio dugoročna međusektorskoga projekta zaštite, obnove i revitalizacije orgulja i orguljske glazbe u Istri. Vedrana Koceić je idejna začetnica projekta. 11 godina bila je izvršna producentica festivala uz umjetničkog ravnatelja Marija Penzara.  Muzikologinje Ivana Kostešić i Dina Bušić vodile su festival produkcijski godine 2008. i 2009., a 2010. i 2011. i umjetnički. Od ljeta 2012. godine angažirale su nove umjetničke selektore programa. To su poznati hrvatski orguljaši Ante Knešaurek i Pavao Mašić. Nositelj projekta Organum Histriae je Identitet koji obavlja sve produkcijske, muzikološke te promocijske poslove.
Dani orgulja u Istri prate puteve istarskih orgulja. Odvija se na nekoliko lokacija u sakralnim prostorima gdje su vrijedni povijesni instrumenti. Neke su od najvažnijih glazbenih postaja su Umag, Pula, Buje, Motovun, Završje, Sv. Petar u Šumi.
Jubilarno 25. izdanje otvoreno je 30. lipnja 2024. u crkvi sv. Stjepana u Motovunu, koncertom talijanska orguljaša Andrea Macinantia na venecijanskim orguljama, obnovljenima 2006., a u crkvu vraćenima 2023.

## Vanjske poveznice
- Organum Histriae